# روبن رايموند
روبن رايموند (بالإنجليزية: Robin Raymond)‏ هي ممثلة أمريكية، ولدت في 4 أكتوبر 1916 في إلينوي في الولايات المتحدة، وتوفيت في 20 يونيو 1994 في لوس أنجلوس في الولايات المتحدة.

## وصلات خارجية
- روبن رايموند على موقع IMDb (الإنجليزية)
- روبن رايموند على موقع قاعدة بيانات برودواي على الإنترنت (الإنجليزية)
- روبن رايموند على موقع قاعدة بيانات الفيلم (الإنجليزية)